# Scotodes uniformis
Scotodes uniformis is een keversoort uit de familie Stenotrachelidae. De wetenschappelijke naam van de soort is voor het eerst geldig gepubliceerd in 1873 door Motschoulsky.